# F.
Die Abkürzung f. steht für „folgend“ bzw. wird heutzutage so erklärt, aber ist eigentlich eine ursprünglich volksetymologische Umdeutung der schon im Mittelalter international gebräuchlichen ursprünglich neulateinischen Abkürzungen für folio (Ablativ von folium) „auf der (nächsten) Seite“. Ihr Plural wird durch Verdopplung gebildet und als ff. geschrieben. Diese Verdoppelung war schon bei dieser und anderen neulateinischen Abkürzungen üblich.
Die Abkürzung steht meist nach einer Seitenzahl, Jahreszahl, in juristischen Texten auch nach der Angabe eines Paragraphen bzw. Artikels. Sie bedeutet, dass sich der Autor auf mehrere, unmittelbar aufeinanderfolgende Seiten, Paragraphen oder Jahre bezieht – beispielsweise beim Nachweis eines Zitats. Dabei entspricht die Angabe „Seite 40 f.“ exakt der Angabe „Seite 40 und 41“ oder „Seite 40–41“, bezieht sich also auf genau zwei Seiten. Die Angabe „Seite 40 ff.“ bedeutet dasselbe wie „Seite 40 und mindestens die Seiten 41 und 42, eventuell noch weitere darauffolgende Seiten“, bezieht sich also insgesamt auf mindestens drei Seiten.
Während in älteren wissenschaftlichen Publikationen, in denen zum Teil geringere Ansprüche an die Exaktheit von Nachweisen gestellt wurden, die Angabe mittels „ff.“ üblich war (neben anderen veralteten Nachweisangaben wie „a. a. O.“ oder „op. cit“), wird von ihrem Gebrauch u. a. in geisteswissenschaftlichen Arbeiten heute meist abgeraten. Stattdessen wird in der Regel empfohlen, eine exakte Erstreckung von Seiten, Paragraphen, Daten etc. anzugeben: statt „vgl. S. 139 ff.“ also z. B. „vgl. S. 139–145“.
Laut Duden steht zwischen Zahl und f. bzw. ff. ein Leerzeichen und nach den Abkürzungen jeweils ein Punkt. In der Buchtypographie wird dafür traditionell ein schmales Leerzeichen verwendet. In der elektronischen Textverarbeitung ist ein geschütztes Leerzeichen zu setzen, das den Zeilenumbruch an dieser ungeeigneten Stelle unterbindet. In der wissenschaftlichen Praxis, in der Quellenangaben mittels f. häufig vorkommen, findet man die Verwendung von f. und ff. auch ohne Leerzeichen und ohne Abkürzungspunkt.
Viele Menschen erklären das Kürzel ff. auch als Abkürzung für „fortfolgende“, aber dieses Wort ist in keinem Wörterbuch zu finden, da es anscheinend nur zur volksetymologischen Erklärung dieser ursprünglich neulateinischen Abkürzung benutzt d. h. erfunden wurde. Eine Verdopplung des Endbuchstabens, um den Plural des abgekürzten Wortes anzudeuten, war bei neulateinischen Abkürzungen üblich und ist durchaus auch bei deutschen gebräuchlich. Andere Beispiele sind Jgg. für „Jahrgänge“, Mss. für „Manuskripte“, cett. für „cetera“, §§ für Paragraphen, Artt. für Artikel oder sqq. für „sequentia“.